# Microsoft GIF Animator
Microsoft GIF Animator是微软的一个已經停產的軟件，用在创造基於GIF89a格式的基本動畫GIF文件。此軟件曾經可以从Microsoft下载中心自由下载，但是现在只能透过微软开发者网络或是第三方网站上下载。它也是Microsoft Image Composer和Microsoft FrontPage的其中一部份。
用户可以透過此軟體讓動畫循環出現、旋轉、淡入或淡出，也可以設置動畫的大小和透明度。此軟件支持自動創建和自定義調色板。

## 参見
- 画图 (软件)

## 外部联結
- 如何使用Microsoft GIF Animator